# سیارک ۱۲۷۳
سیارک ۱۲۷۳ (به انگلیسی: 1273 Helma، نامگذاری:1932PF) هزار و دویست و هفتاد و سومین سیارک کشف شده‌است که در ۸ اوت ۱۹۳۲ و در هایدلبرگ کشف شد.
قدر مطلق سیارک برابر ۱۲٫۸۰ است.